# Coppa Europa di sci alpino 1991
La Coppa Europa di sci alpino 1991 fu la 20ª edizione della manifestazione organizzata dalla Federazione Internazionale Sci.
In campo maschile il tedesco Tobias Barnerssoi e l'austriaco Markus Eberle si aggiudicarono a pari merito la classifica generale; i francesi Christophe Plé e Jérôme Noviant vinsero rispettivamente quella di discesa libera e quella di supergigante, Barnerssoi quella di slalom gigante e l'austriaco Dietmar Thöni quella di slalom speciale. L'italiano Christian Polig era il detentore uscente della Coppa generale.
In campo femminile l'austriaca Alexandra Meissnitzer si aggiudicò sia la classifica generale, sia quelle di supergigante e di slalom gigante; la sua connazionale Gabriele Papp vinse quella di discesa libera e la neozelandese Annelise Coberger quella di slalom speciale. La svedese Agneta Hjorth era la detentrice uscente della Coppa generale.

## Uomini

### Classifiche

#### Generale
| Pos. | Nome              | Nazione  | Punti |
| ---- | ----------------- | -------- | ----- |
| 1    | Tobias Barnerssoi | Germania | 123   |
| 1    | Markus Eberle     | Austria  | 123   |
| 3    | Marcel Sulliger   | Svizzera | 109   |
| 4    | Dietmar Thöni     | Austria  | 96    |
| 5    | Fabrizio Tescari  | Italia   | 83    |
| 6    | Matteo Belfrond   | Italia   | 82    |
| 6    | Christophe Plé    | Francia  | 82    |
| 8    | Franz Retzer      | Germania | 80    |
| 9    | Hans Pieren       | Svizzera | 78    |
| 10   | Urs Lehmann       | Svizzera | 77    |

#### Discesa libera
| Pos. | Nome              | Nazione  | Punti |
| ---- | ----------------- | -------- | ----- |
| 1    | Christophe Plé    | Francia  | 82    |
| 2    | Urs Lehmann       | Svizzera | 77    |
| 3    | Bernd Simonlehner | Austria  | 70    |
| 4    | Hannes Trinkl     | Austria  | 65    |
| 5    | Franco Cavegn     | Svizzera | 51    |

#### Supergigante
| Pos. | Nome           | Nazione  | Punti |
| ---- | -------------- | -------- | ----- |
| 1    | Jérôme Noviant | Francia  | 53    |
| 2    | Marco Hangl    | Svizzera | 48    |
| 3    | Franz Retzer   | Germania | 47    |
| 4    | Richard Kröll  | Austria  | 40    |
| 5    | Didier Paget   | Francia  | 34    |

#### Slalom gigante
| Pos. | Nome              | Nazione  | Punti |
| ---- | ----------------- | -------- | ----- |
| 1    | Tobias Barnerssoi | Germania | 123   |
| 2    | Patrick Wirth     | Austria  | 75    |
| 3    | Hans Pieren       | Svizzera | 72    |
| 4    | Matteo Belfrond   | Italia   | 65    |
| 5    | Markus Eberle     | Austria  | 58    |

#### Slalom speciale
| Pos. | Nome                | Nazione  | Punti |
| ---- | ------------------- | -------- | ----- |
| 1    | Dietmar Thöni       | Austria  | 70    |
| 2    | Alain Untergassmair | Italia   | 64    |
| 3    | Dietmar Köhlbichler | Austria  | 61    |
| 3    | Fabrizio Tescari    | Italia   | 61    |
| 5    | Christophe Berra    | Svizzera | 59    |
| 5    | Oliver Künzi        | Svizzera | 59    |

## Donne

### Classifiche

#### Generale
| Pos. | Nome                   | Nazione       | Punti |
| ---- | ---------------------- | ------------- | ----- |
| 1    | Alexandra Meissnitzer  | Austria       | 250   |
| 2    | Manuela Lieb           | Austria       | 197   |
| 3    | Katrin Neuenschwander  | Svizzera      | 183   |
| 4    | Annelise Coberger      | Nuova Zelanda | 148   |
| 5    | Michaela Dorfmeister   | Austria       | 137   |
| 6    | Christine von Grünigen | Svizzera      | 119   |
| 7    | Urška Hrovat           | Jugoslavia    | 116   |
| 8    | Gabriela Zingre-Graf   | Svizzera      | 111   |
| 9    | Barbara Brlec          | Jugoslavia    | 99    |
| 10   | Karin Köllerer         | Austria       | 93    |

#### Discesa libera
| Pos. | Nome                 | Nazione          | Punti |
| ---- | -------------------- | ---------------- | ----- |
| 1    | Gabriele Papp        | Austria          | 60    |
| 2    | Michaela Dorfmeister | Austria          | 51    |
| 3    | Svetlana Gladyševa   | Unione Sovietica | 50    |
| 4    | Marie-Pierre Schule  | Francia          | 44    |
| 5    | Isabel Picenoni      | Svizzera         | 42    |

#### Supergigante
| Pos. | Nome                  | Nazione  | Punti |
| ---- | --------------------- | -------- | ----- |
| 1    | Alexandra Meissnitzer | Austria  | 96    |
| 2    | Michaela Dorfmeister  | Austria  | 82    |
| 3    | Andrea Salvenmoser    | Austria  | 69    |
| 4    | Regina Häusl          | Germania | 56    |
| 4    | Manuela Lieb          | Austria  | 56    |

#### Slalom gigante
| Pos. | Nome                  | Nazione    | Punti |
| ---- | --------------------- | ---------- | ----- |
| 1    | Alexandra Meissnitzer | Austria    | 119   |
| 2    | Barbara Brlec         | Jugoslavia | 99    |
| 3    | Marianne Aam          | Norvegia   | 77    |
| 4    | Manuela Lieb          | Austria    | 72    |
| 5    | Marcella Biondi       | Italia     | 66    |

#### Slalom speciale
| Pos. | Nome                   | Nazione       | Punti |
| ---- | ---------------------- | ------------- | ----- |
| 1    | Annelise Coberger      | Nuova Zelanda | 148   |
| 2    | Katrin Neuenschwander  | Svizzera      | 125   |
| 3    | Christine von Grünigen | Svizzera      | 106   |
| 4    | Gabriela Zingre-Graf   | Svizzera      | 86    |
| 5    | Manuela Lieb           | Austria       | 69    |